# Imagerie quantique
L'imagerie quantique, est une branche de l'optique qui utilise les propriétés quantiques de la lumière, comme l'intrication quantique, pour produire des images de meilleure qualité. L'objectif est d'améliorer la résolution, la sensibilité ou d'autres paramètres par rapport à ce que permet l'optique traditionnelle. Citons comme applications possible l'imagerie fantôme (en), la lithographie quantique (en), l'imagerie avec photons non-détectés ou la détection quantique (en).   